# 吉田安孝
吉田 安孝（よしだ やすたか、1966年11月22日 - ）は、広島県出身の元サッカー選手、現・サッカー解説者。

## 来歴
現役時代は、タイトなマークのディフェンダー として活躍、広島国泰寺高校時代の同期に野村雅之。
1988年東海大学卒業後、マツダSCの今西和男監督に誘われていたが、すでに入社を決めていた日本サッカーリーグ2部の田辺製薬サッカー部へ入団。田辺製薬がJリーグ参加を見送ることになり、再び今西に誘われ、1991年マツダSCに移籍。Jリーグ発足でサンフレッチェ広島になった1994年のサントリーシリーズのステージ優勝を経験した。1995年からコスモ石油四日市FCでプレーするも1996年のチームの解散で現役を引退。
引退後は帰郷し、家業を手伝いながら「広原海陸運輸株式会社」の配車係を担当したが、現在は明るいキャラクターを生かして、サンフレッチェ広島・スタジアムFMの解説者や、主に広島テレビ放送のスポーツコメンテーターとして活躍している。

## エピソード
- サンフレッチェの応援に観客席のサポーターの中に入り、上半身裸で特大しゃもじを持って応援する名物オヤジとして有名。
- 森山佳郎や横内昭展とは、共に現役時代の1993年ごろに「サンフレッチェ劇団」を結成、当時の選手の結婚式披露宴で数々の余興を披露していた。横内は一線を退いたが、2007年1月に行われた森崎浩司の結婚式にて盛田剛平が新たに参加した。
- 現役時代、選手名鑑の趣味の欄に広島東洋カープの応援と書いていたほどのカープファンである。

## 所属クラブ
- 1982年 - 1984年 : 広島県立広島国泰寺高等学校
- 1985年 - 1988年 : 東海大学
- 1989年 - 1991年 : 田辺製薬
- 1991年 - 1994年 : マツダSC/サンフレッチェ広島
- 1995年 - 1996年 : コスモ石油サッカー部/コスモ石油四日市FC

## 個人成績
| 国内大会個人成績 | 国内大会個人成績 | 国内大会個人成績 | 国内大会個人成績 | 国内大会個人成績 | 国内大会個人成績 | 国内大会個人成績 | 国内大会個人成績 | 国内大会個人成績 | 国内大会個人成績 | 国内大会個人成績 | 国内大会個人成績 |
| 年度             | クラブ           | 背番号           | リーグ           | リーグ戦         | リーグ戦         | リーグ杯         | リーグ杯         | オープン杯       | オープン杯       | 期間通算         | 期間通算         |
| 年度             | クラブ           | 背番号           | リーグ           | 出場             | 得点             | 出場             | 得点             | 出場             | 得点             | 出場             | 得点             |
| 日本             | 日本             | 日本             | 日本             | リーグ戦         | リーグ戦         | JSL杯/ナビスコ杯 | JSL杯/ナビスコ杯 | 天皇杯           | 天皇杯           | 期間通算         | 期間通算         |
| ---------------- | ---------------- | ---------------- | ---------------- | ---------------- | ---------------- | ---------------- | ---------------- | ---------------- | ---------------- | ---------------- | ---------------- |
| 1989-90          | 田辺             |                  | JSL2部           | 23               | 6                | 1                | 0                |                  |                  |                  |                  |
| 1990-91          | 田辺             | 0                | JSL2部           | 24               | 1                | 1                | 0                |                  |                  |                  |                  |
| 1991-92          | マツダ           | 5                | JSL1部           | 4                | 0                | 4                | 0                |                  |                  |                  |                  |
| 1992             | 広島             | -                | J                | -                | -                | 3                | 0                | 0                | 0                | 3                | 0                |
| 1993             | 広島             | -                | J                | 2                | 0                | 3                | 0                | 0                | 0                | 5                | 0                |
| 1994             | 広島             | -                | J                | 0                | 0                | 0                | 0                | 0                | 0                | 0                | 0                |
| 1995             | コスモ/四日市    | 3                | 旧JFL            | 27               | 0                | -                | -                | -                | -                | 27               | 0                |
| 1996             | コスモ/四日市    | 3                | 旧JFL            | 27               | 1                | -                | -                | -                | -                | 27               | 1                |
| 通算             | 日本             | 日本             | J                | 2                | 0                | 6                | 0                | 0                | 0                | 8                | 0                |
| 通算             | 日本             | 日本             | JSL1部           | 4                | 0                | 4                | 0                |                  |                  |                  |                  |
| 通算             | 日本             | 日本             | JSL2部           | 47               | 7                | 2                | 0                |                  |                  |                  |                  |
| 通算             | 日本             | 日本             | 旧JFL            | 54               | 1                | -                | -                | 0                | 0                | 54               | 1                |
| 総通算           | 総通算           | 総通算           | 総通算           | 107              | 8                | 12               | 0                |                  |                  |                  |                  |

その他の公式戦
- 1991年
  - コニカカップ 3試合0得点

- Jリーグ初出場：1993年5月29日 対横浜フリューゲルス戦（鴨池）
- JSL（1部）初出場：1991年9月15日 対日産自動車戦（三ツ沢球技場）
- JSL（2部）初出場：1989年8月5日 対マツダオート戦（神戸中央球技場）
- JSL（2部）初得点：1989年8月16日 対三菱重工戦（神戸中央球技場）

## 関連情報

### 出演番組
テレビ
- 進め!スポーツ元気丸（広島テレビ放送）
- 広島スポーツ魂（旬感テレビ派ッ!、広島テレビ放送）
- 第99回全国高校サッカー広島県大会決勝（広島テレビ放送）実況

ラジオ
- おひるーな（RCCラジオ　月曜パートナー）
- 吉田流サッカー斬り（曜子とTOCOの口八丁手八丁!、FMちゅーピー）

### 執筆
- 月刊誌『広島アスリートマガジン』「サムライ吉田の紫風堂々」（サンフィールド）
- 読売新聞 ひろしま県民情報「吉田安孝のROAD TO CHAMP サンフレ」